# La Hermida (Orense)
La Hermida es un pueblo de la parroquia de Lebozán, en el ayuntamiento de Beariz, en la provincia de Orense. En el año 2008 tenía 96 habitantes, 43 hombres y 53 mujeres; lo que supone un aumento en el número de efectivos.

## Lugares de Lebozán
- As Antas
- Arnelas
- A Ermida
- Lebozán
- Os Liñares
- As Ventelas

## Parroquias de Beariz
- Santa María de Beariz
- Santa Cruz de Lebozán
- San Salvador de Girazga